# Vennans
Vennans ist eine französische Gemeinde mit 249 Einwohnern (Stand: 1. Januar 2022) im Département Doubs in der Region Bourgogne-Franche-Comté.

## Geographie
Vennans liegt auf 317 Metern Höhe, neun Kilometer westlich von Baume-les-Dames und etwa 19 Kilometer nordöstlich der Stadt Besançon (Luftlinie). Das Dorf erstreckt sich in der gewellten Landschaft zwischen den Flusstälern von Doubs und Ognon, am südlichen Rand eines weiten Beckens am Fuß der Waldhöhe des Bois du Poirier.
Die Fläche des 1,36 km² großen Gemeindegebiets umfasst einen Abschnitt in den äußersten nordwestlichen Höhenzügen des Juras. Der nördliche Teil des Gebietes wird von einem Becken eingenommen, das durchschnittlich auf 320 Meter liegt. Es ist teils mit Acker- und Wiesland, teils mit Wald bestanden. Nach Süden erstreckt sich das Gemeindeareal über einen relativ steilen Hang auf den breiten Kamm des Bois du Poirier, der das Becken vom Doubstal trennt. Auf dieser Waldhöhe wird mit 400 Meter die höchste Erhebung von Vennans erreicht. Auf dem gesamten Areal gibt es keine oberirdischen Fließgewässer, weil das Niederschlagswasser im verkarsteten Untergrund versickert.
Nachbargemeinden von Vennans sind Le Puy und Saint-Hilaire im Norden, Roulans im Süden sowie Pouligney-Lusans im Westen.

## Geschichte
Vennans entwickelte sich bei einem Priorat des Templerordens. Zusammen mit der Franche-Comté gelangte das Dorf mit dem Frieden von Nimwegen 1678 definitiv an Frankreich.

## Bevölkerung
| Jahr                       | 1962 | 1968 | 1975 | 1982 | 1990 | 1999 | 2004 | 2016 |
| Einwohner                  | 20   | 26   | 16   | 31   | 77   | 90   | 157  | 261  |
| Quellen: Cassini und INSEE |      |      |      |      |      |      |      |      |

Mit 249 Einwohnern (Stand 1. Januar 2022) gehört Vennans zu den kleinen Gemeinden des Départements Doubs. Nachdem die Einwohnerzahl in der ersten Hälfte des 20. Jahrhunderts stets im Bereich zwischen 15 und 33 Personen gelegen hatte, wurde seit Beginn der 1980er Jahre ein markantes Bevölkerungswachstum verzeichnet. Seither hat sich die Einwohnerzahl mehr als verzehnfacht.

## Wirtschaft und Infrastruktur
Vennans war bis weit ins 20. Jahrhundert hinein ein vorwiegend durch die Landwirtschaft (Ackerbau, Obstbau und Viehzucht) und die Forstwirtschaft geprägtes Dorf. Daneben gibt es heute einige Betriebe des lokalen Kleingewerbes, unter anderem eine Firma des Metallbaus und ein Import-Export-Unternehmen. Mittlerweile hat sich das Dorf auch zu einer Wohngemeinde gewandelt. Viele Erwerbstätige sind deshalb Wegpendler, die in der Agglomeration Besançon ihrer Arbeit nachgehen.
Die Ortschaft liegt abseits der größeren Durchgangsstraßen an einer Departementsstraße, die von Pouligney nach Saint-Hilaire führt. Der nächste Anschluss an die Autobahn A36 befindet sich in einer Entfernung von ungefähr neun Kilometern. Eine weitere Straßenverbindung besteht mit Roulans.